# 恩科·阿珀兒童圖書館
恩科·阿珀兒童圖書館（羅馬化：Khnko-Apor Anvan Azgayin Mankakan Gradaran）是位於亞美尼亞首都埃里溫的國家兒童圖書館，啟用於1933年，1935年於著名兒童作家恩科·阿珀逝世後更為現名。圖書館收藏了500,000本書，並有一個可容納100個座位的大型閱覽室。